# 대한민국 민법 제813조
대한민국 민법 제813조는 혼인신고의 심사에 대한 민법조문이다.

## 조문
제813조(혼인신고의 심사) 혼인의 신고는 그 혼인이 제807조 내지 제810조 및 제812조제2항의 규정 기타 법령에 위반함이 없는 때에는 이를 수리하여야 한다.  <개정 2005.3.31.>

第813條(婚姻申告의 審査) 婚姻의 申告는 그 婚姻이 第807條 乃至 제810조 및 제812조제2항의 規定 其他 法令에 違反함이 없는 때에는 이를 受理하여야 한다.  <개정 2005.3.31.>

## 참고 문헌
- 오현수, 일본민법, 진원사, 2014. ISBN 9788963463452
- 오세경, 대법전, 법전출판사 , 2014 ISBN 9788926210277
- 이준현 , LOGOS 민법 조문판례집, 미래가치, 2015. ISBN 9791155020869

## 같이 보기
- 혼인신고